# Andreas Bendlin
Andreas E. Bendlin (* 1966) ist ein deutscher Althistoriker.

## Leben
Andreas Bendlin schloss sein Studium in Klassischer Philologie 1994 mit dem Magistergrad an der Universität Tübingen ab, 1996 folgte ein Masterabschluss an der University of Oxford. Danach erhielt er von 1996 bis 1999 ein Junior Research Fellowship am Brasenose College in Oxford. 1998 erwarb er dort seinen Doktor in Alter Geschichte und unterrichtete anschließend in Oxford sowie an der Universität Potsdam. An der Universität Erfurt, wo er seit 1999 als wissenschaftlicher Assistent von Jörg Rüpke beschäftigt war, habilitierte sich Bendlin 2005 in Antiker Religionsgeschichte. Er wechselte noch im selben Jahr an die University of Toronto, wo er zunächst als Assistant Professor tätig war und seit 2010 unbefristet als Associate Professor für Römische Geschichte lehrt. 2009 wurde er zusätzlich Director of the Collaborative Program in Ancient Greek and Roman History, eines gemeinsam mit der Torontoer York University initiierten Programms. Längere Forschungsaufenthalte führten ihn an die Ruhr-Universität Bochum und an die Universität Konstanz. Weitere Lehr- und Forschungsaufenthalte verbrachte er an den Universitäten von Kapstadt, Heidelberg, Jerusalem, Rom und Siena.
Bendlin forscht vorrangig zur antiken, speziell zur römischen Religionsgeschichte. Darüber hinaus beschäftigt er sich mit der Römischen Sozialgeschichte, der Geschichte von Kollegien in der antiken Welt, Römischer Literatur und Kulturgeschichte. Er befasst sich auch mit Demografie, Migration und Urbanistik und interessiert sich insbesondere für den Einfluss dieser Faktoren auf den religiösen Pluralismus in der Stadt Rom in der Antike. Für Der Neue Pauly war Bendlin Fachgebietsherausgeber des Bereiches Religionsgeschichte und verfasste selbst diverse Artikel in diesem Bereich. Seit 2014 ist er Fachgebietsherausgeber für Roman Mythology and Religion für die fünfte, online erscheinende Auflage des Oxford Classical Dictionary.

## Schriften (Auswahl)
- Social Complexity and Religion at Rome in the Second and First Centuries BCE. Bodleian Library, Oxford 1998.
- mit Jörg Rüpke und Anne Viola Siebert: Axt und Altar. Kult und Ritual als Schlüssel zur römischen Kultur. Ein Projekt. Sutton, Erfurt 2001, ISBN 3-89702-403-9.
- Herausgeber mit Jörg Rüpke: Römische Religion im historischen Wandel. Diskursentwicklung von Plautus bis Ovid. (= Potsdamer Altertumswissenschaftliche Beiträge Band 17), Steiner, Stuttgart 2009, ISBN 978-3-515-08828-2.